# Handball-Gauliga Sachsen
Die Handball-Gauliga Sachsen (ab 1939: Handball Bereichsklasse Sachsen) war eine der obersten deutschen Feldhandball-Ligen in der Zeit des Nationalsozialismus. Sie bestand von 1933 bis 1945.

## Geschichte
Vorgänger der Handball-Gauliga Sachsen war die Mitteldeutsche Feldhandball-Meisterschaft, welche vom Verband Mitteldeutscher Ballspiel-Vereine (VMBV) ausgetragen wurde und dessen Sieger sich für die von der Deutsche Sportbehörde für Leichtathletik organisierte Deutsche Feldhandballmeisterschaft qualifizierte. Im Zuge der Gleichschaltung wurde der VBMV und die anderen regionalen Feldhandball-Verbände in Deutschland wenige Monate nach der Machtübernahme der Nationalsozialisten im Jahre 1933 aufgelöst. An deren Stelle traten anfangs 16 Handball-Gauligen, deren Sieger sich für die nun vom Nationalsozialistischen Reichsbund für Leibesübungen organisierte Deutsche Feldhandballmeisterschaft qualifizierten. Das Verbandsgebiet des VMBVs wurde dabei aufgeteilt, Vereine aus dem Freistaat Sachsen spielten fortan in der Gauliga Sachsen.
Die sächsische Feldhandball-Gauliga startete mit zehn teilnehmenden Vereinen. Zur Spielzeit 1939/40 wurde der Spielbetrieb kriegsbedingt auf drei Staffeln aufgeteilt. Insgesamt sechs Vereine konnten sich mindestens einmal den Gaumeistertitel sichern. Bis zum Kriegsbeginn machten die Sportfreunde Leipzig und die MTSA Leipzig die Meisterschaften unter sich aus. Ab Kriegsbeginn nahmen zahlreiche Luftwaffensportvereine am Spielbetrieb teil, wobei dem LSV Wurzen und dem LSV Oschatz je einmal der Gewinn der Gaumeisterschaft gelang. Bei den Deutschen Feldhandballmeisterschaften erreichten die sächsischsen Vertreter häufig vordere Platzierungen, bis 1940 erreichte der Gaumeister Sachsen immer mindestens das Halbfinale der Deutschen Meisterschaft. Der MTSA Leipzig dominierte Ende der 1930er die Deutsche Meisterschaft und kürte sich dreimal hintereinander zum Deutschen Handballmeister.
Spätestens mit der Kapitulation Deutschlands kam der Spielbetrieb zum Erliegen, die bisher bestehenden Sportvereine wurden aufgelöst. Erst 1948 gab es mit der Feldhandball Ostzonen-Meisterschaft wieder eine überregionale Feldhandballmeisterschaft für sächsische Vereine.

## Meister der Handball-Gauliga Sachsen 1934–1944
| Saison  | Meister Gauliga Sachsen      | Abschneiden deutsche Meisterschaft | Deutscher Meister     |
| ------- | ---------------------------- | ---------------------------------- | --------------------- |
| 1933/34 | Sportfreunde Leipzig         | Halbfinale                         | Polizei SV Darmstadt  |
| 1934/35 | Sportfreunde Leipzig         | Halbfinale                         | Polizei SV Magdeburg  |
| 1935/36 | MTSA Leipzig                 | Finale                             | MSV Hindenburg Minden |
| 1936/37 | MTSA Leipzig                 | Sieger                             | MTSA Leipzig          |
| 1937/38 | MTSA Leipzig                 | Sieger                             | MTSA Leipzig          |
| 1938/39 | MTSA Leipzig                 | Sieger                             | MTSA Leipzig          |
| 1939/40 | Sportfreunde Leipzig         | Halbfinale                         | Lintforter SpV        |
| 1940/41 | TSV 1867 Leipzig             | Zwischenrunde                      | SV Polizei Hamburg    |
| 1941/42 | LSV Wurzen                   | Vorrunde                           | SG OrPo Magdeburg     |
| 1942/43 | SS-Sportgemeinschaft Dresden | Zwischenrunde                      | SG OrPo Hamburg       |
| 1943/44 | LSV Oschatz                  | Zwischenrunde                      | SG OrPo Berlin        |

## Rekordmeister
Rekordmeister der Gauliga Sachsen ist der MTSA Leipzig, der die Meisterschaft vier Mal gewinnen konnte.
|  | Verein                       | Titel | Jahr                   |
|  | ---------------------------- | ----- | ---------------------- |
|  | MTSA Leipzig                 | 4     | 1936, 1937, 1938, 1939 |
|  | Sportfreunde Leipzig         | 3     | 1934, 1935, 1940       |
|  | TSV 1867 Leipzig             | 1     | 1941                   |
|  | LSV Wurzen                   | 1     | 1942                   |
|  | SS-Sportgemeinschaft Dresden | 1     | 1943                   |
|  | LSV Oschatz                  | 1     | 1944                   |

## Tabellen

### 1933/34
Folgende Abschlusstabelle ist überliefert:
| Pl. | Verein                   | Sp. | S  | U | N  | Tore    | Punkte |
| --- | ------------------------ | --- | -- | - | -- | ------- | ------ |
| 1.  | Sportfreunde Leipzig     | 18  | 15 | 1 | 2  | 151:670 | 31:50  |
| 2.  | Dresdner Sportfreunde 01 | 18  | 12 | 0 | 6  | 095:780 | 24:12  |
| 3.  | TuB Werdau               | 18  | 11 | 0 | 7  | 119:990 | 22:14  |
| 4.  | ATV Leipzig 1845         | 18  | 10 | 2 | 6  | 103:920 | 22:14  |
| 5.  | SpVgg 1899 Leipzig       | 18  | 9  | 3 | 6  | 119:930 | 21:15  |
| 6.  | TV Chemnitz-Gablenz      | 18  | 10 | 0 | 8  | 110:970 | 20:16  |
| 7.  | Turngemeinde Pirna       | 18  | 8  | 1 | 9  | 098:104 | 17:19  |
| 8.  | TV Beierfeld             | 18  | 5  | 1 | 12 | 097:127 | 11:25  |
| 9.  | TV Großröhrsdorf         | 18  | 4  | 1 | 13 | 076:119 | 09:27  |
| 10. | Aegir Chemnitz           | 18  | 1  | 1 | 16 | 042:134 | 03:33  |

Das Spiel TV Beierfeld – SpVgg Leipzig (7:7) wurde nachträglich zugunsten Leipzigs gewertet
| Legende |                                                           |
|         | Qualifikation Deutsche Feldhandball-Meisterschaft 1933/34 |
|         | Absteiger in die Bezirksklassen                           |

### 1934/35
Folgende Abschlusstabelle ist überliefert:
| Pl. | Verein                   | Sp. | S  | U | N  | Tore    | Punkte |
| --- | ------------------------ | --- | -- | - | -- | ------- | ------ |
| 1.  | Sportfreunde Leipzig (M) | 16  | 14 | 0 | 2  | 134:610 | 28:40  |
| 2.  | Dresdner Sportfreunde 01 | 16  | 10 | 0 | 6  | 115:850 | 20:12  |
| 3.  | ATV Leipzig 1845         | 16  | 8  | 2 | 6  | 096:910 | 18:14  |
| 4.  | TV Chemnitz-Gablenz      | 16  | 8  | 1 | 7  | 076:710 | 17:15  |
| 5.  | SpVgg 1899 Leipzig       | 16  | 8  | 1 | 7  | 099:106 | 17:15  |
| 6.  | TuB Werdau               | 16  | 7  | 1 | 8  | 107:940 | 15:17  |
| 7.  | TuS 1867 Leipzig (N)     | 16  | 6  | 1 | 9  | 069:970 | 13:19  |
| 8.  | Turngemeinde Pirna       | 16  | 6  | 0 | 10 | 084:108 | 12:20  |
| 9.  | TV Beierfeld             | 16  | 2  | 0 | 14 | 069:138 | 04:28  |
| 10. | Polizei SV Dresden a     | 0   | 0  | 0 | 0  | 000:000 | 0:0    |

| Legende |                                                           |
|         | Qualifikation Deutsche Feldhandball-Meisterschaft 1934/35 |
|         | Absteiger in die Bezirksklassen                           |
| (M)     | Titelverteidiger                                          |
| (N)     | Aufsteiger                                                |

### 1935/36
Folgende Abschlusstabelle ist überliefert:
| Pl. | Verein                   | Sp. | S  | U | N  | Tore    | Punkte |
| --- | ------------------------ | --- | -- | - | -- | ------- | ------ |
| 1.  | MTSA Leipzig (N)         | 16  | 14 | 1 | 1  | 178:590 | 29:30  |
| 2.  | TuB Werdau               | 16  | 9  | 2 | 5  | 116:104 | 20:12  |
| 3.  | Sportfreunde Leipzig (M) | 16  | 9  | 1 | 6  | 122:111 | 19:13  |
| 4.  | TV Chemnitz-Gablenz      | 16  | 8  | 2 | 6  | 097:110 | 18:14  |
| 5.  | ATV Leipzig 1845         | 16  | 8  | 1 | 7  | 090:112 | 17:15  |
| 6.  | SpVgg 1899 Leipzig       | 16  | 6  | 3 | 7  | 085:940 | 15:17  |
| 7.  | TuS 1867 Leipzig         | 16  | 5  | 2 | 9  | 086:100 | 12:20  |
| 8.  | SC Freital 04 (N)        | 16  | 3  | 2 | 11 | 074:119 | 08:24  |
| 9.  | Dresdner Sportfreunde 01 | 16  | 2  | 2 | 12 | 071:110 | 06:26  |
| 10. | Turngemeinde Pirna b     | 0   | 0  | 0 | 0  | 000:000 | 0:0    |

| Legende |                                                           |
|         | Qualifikation Deutsche Feldhandball-Meisterschaft 1935/36 |
|         | Absteiger in die Bezirksklassen                           |
| (M)     | Titelverteidiger                                          |
| (N)     | Aufsteiger                                                |

### 1936/37
Folgende Tabelle ist überliefert:
| Pl. | Verein                    | Sp. | S  | U | N  | Tore    | Punkte |
| --- | ------------------------- | --- | -- | - | -- | ------- | ------ |
| 1.  | MTSA Leipzig (M)          | 16  | 14 | 0 | 2  | 157:680 | 28:40  |
| 2.  | Sportfreunde Leipzig      | 16  | 9  | 1 | 6  | 119:105 | 19:13  |
| 3.  | TuS 1867 Leipzig          | 16  | 8  | 2 | 6  | 095:830 | 18:14  |
| 4.  | ATV Leipzig 1845          | 15  | 7  | 3 | 5  | 089:810 | 17:13  |
| 5.  | TuB Werdau                | 15  | 7  | 1 | 7  | 076:870 | 15:15  |
| 6.  | SV Fortuna Leipzig 02 (N) | 16  | 6  | 1 | 9  | 057:850 | 13:19  |
| 7.  | SpVgg 1899 Leipzig        | 16  | 5  | 2 | 9  | 086:103 | 12:20  |
| 8.  | Guts Muts Dresden (N)     | 16  | 4  | 3 | 9  | 080:118 | 11:21  |
| 9.  | TV Chemnitz-Gablenz       | 16  | 4  | 1 | 11 | 079:108 | 09:23  |
| 10. | SC Freital 04 c           | 0   | 0  | 0 | 0  | 000:000 | 0:0    |

| Legende |                                                           |
|         | Qualifikation Deutsche Feldhandball-Meisterschaft 1936/37 |
|         | Absteiger in die Bezirksklassen                           |
| (M)     | Titelverteidiger                                          |
| (N)     | Aufsteiger                                                |

### 1937/38
Folgende Tabelle ist überliefert:
| Pl. | Verein                    | Sp. | S  | U | N  | Tore    | Punkte |
| --- | ------------------------- | --- | -- | - | -- | ------- | ------ |
| 1.  | MTSA Leipzig (M)          | 18  | 14 | 3 | 1  | 170:710 | 31:50  |
| 2.  | TuS 1867 Leipzig          | 18  | 12 | 1 | 5  | 134:124 | 25:11  |
| 3.  | SpVgg 1899 Leipzig        | 17  | 11 | 1 | 5  | 135:113 | 23:11  |
| 4.  | TuB Werdau                | 17  | 9  | 1 | 7  | 125:103 | 19:15  |
| 5.  | Sportfreunde Leipzig      | 16  | 8  | 1 | 7  | 115:110 | 17:15  |
| 6.  | SV Fortuna Leipzig 02     | 17  | 8  | 0 | 9  | 088:106 | 16:18  |
| 7.  | Guts Muts Dresden         | 18  | 6  | 2 | 10 | 119:123 | 14:22  |
| 8.  | ATV Leipzig 1845          | 17  | 5  | 3 | 9  | 089:108 | 13:21  |
| 9.  | MSV Frankenberg (N)       | 17  | 5  | 1 | 11 | 109:139 | 11:23  |
| 10. | BWG Zeiß Ikon Dresden (N) | 17  | 1  | 1 | 15 | 066:163 | 03:31  |

| Legende |                                                           |
|         | Qualifikation Deutsche Feldhandball-Meisterschaft 1937/38 |
|         | Absteiger in die Bezirksklassen                           |
| (M)     | Titelverteidiger                                          |
| (N)     | Aufsteiger                                                |

### 1938/39
| Pl. | Verein                 | Sp. | Tore    | Punkte |
| --- | ---------------------- | --- | ------- | ------ |
| 1.  | MTSA Leipzig a (M)     | 18  | 167:680 | 34–20  |
| 2.  | Sportfreunde Leipzig   | 17  | 185:122 | 24–10  |
| 3.  | TSG Lindenau (N)       | 17  | 136:105 | 24–10  |
| 4.  | SV Fortuna Leipzig 02  | 18  | 108:116 | 17–19  |
| 5.  | VfL Chemnitz-Ost a (N) | 18  | 133:157 | 17–19  |
| 6.  | TuB Werdau a           | 18  | 107:129 | 15–21  |
| 7.  | Guts Muts Dresden      | 18  | 102:125 | 15–21  |
| 8.  | SpVgg 1899 Leipzig     | 17  | 098:122 | 12–22  |
| 9.  | TSV 1867 Leipzig       | 17  | 079:117 | 11–23  |
| 10. | ATV Leipzig 1845       | 18  | 086:140 | 07–29  |

| Legende |                                                           |
|         | Qualifikation Deutsche Feldhandball-Meisterschaft 1938/39 |
|         | Absteiger                                                 |
| (M)     | Titelverteidiger                                          |
| (N)     | Aufsteiger                                                |

### 1939/40

#### Staffel Leipzig 1939/40
| Pl. | Verein                 | Sp. | Tore  | Punkte |
| --- | ---------------------- | --- | ----- | ------ |
| 1.  | Sportfreunde Leipzig   | 8   | 61:32 | 13–30  |
| 2.  | ATV Leipzig 1845       | 7   | 47:40 | 07–70  |
| 3.  | TSG Lindenau           | 7   | 32:31 | 08–60  |
| 4.  | TSV Neuschönefeld (N)  | 7   | 29:45 | 06–80  |
| 5.  | ATV Connewitz 1874 (N) | 7   | 26:41 | 04–10  |
| 6.  | ATV Mockau (N)         | 8   | 45:51 | 06–10  |

| Pl. | Verein                   | Sp. | Tore  | Punkte |
| --- | ------------------------ | --- | ----- | ------ |
| 1.  | SV Fortuna Leipzig 02    | 8   | 41:24 | 11–50  |
| 2.  | TSV 1867 Leipzig         | 8   | 39:44 | 10–60  |
| 3.  | SpVgg 1899 Leipzig       | 8   | 65:35 | 10–60  |
| 4.  | PSV 1921 Leipzig (N)     | 8   | 33:44 | 07–90  |
| 5.  | TSV Leipzig-Ost 1858 (N) | 8   | 32:53 | 06–10  |
| 6.  | TV Möckern 1861 (N)      | 8   | 33:43 | 04–12  |

| Legende |                              |
|         | Qualifikation Finale Leipzig |
|         | Absteiger                    |
| (M)     | Titelverteidiger             |
| (N)     | Aufsteiger                   |

Finale Leipzig
|                           | Gesamt |                       | Hinspiel | Rückspiel |
| ------------------------- | ------ | --------------------- | -------- | --------- |
| Sportfreunde 1900 Leipzig | 13:7   | SV Fortuna Leipzig 02 | 8:7      | 5:0       |

#### Staffel Dresden 1939/40
| Pl. | Verein                    | Sp. | Tore  | Punkte |
| --- | ------------------------- | --- | ----- | ------ |
| 1.  | TV Niederhäslich (N)      | 8   | 71:48 | 13–30  |
| 2.  | Dresdner SC (N)           | 8   | 51:44 | 11–50  |
| 3.  | Sportfreunde Dresden (N)  | 8   | 59:49 | 10–60  |
| 4.  | BWG Zeiß-Ikon Dresden (N) | 8   | 59:71 | 06–10  |
| 5.  | Guts Muts Dresden         | 8   | 37:65 | 00–16  |

| Legende |                         |
|         | Qualifikation Gaufinale |
| (N)     | Aufsteiger              |

#### Gaufinale 1939/40
|                           | Ergebnis |                           |
| ------------------------- | -------- | ------------------------- |
| Sportfreunde 1900 Leipzig | 13:8     | TV Niederhäslich          |
| TV Niederhäslich          | 8:10     | Sportfreunde 1900 Leipzig |

### 1940/41
Erneut fand die Handball-Gaumeisterschaft Sachsen in den zwei Staffeln Leipzig und Dresden statt.

#### Staffel Leipzig 1940/41
Aus Leipzig ist nur der Staffelsieger TSV 1867 Leipzig überliefert.

#### Staffel Dresden 1940/41
Folgende Abschlusstabelle ist überliefert:
| Pl. | Verein                   | Sp. | S  | U | N  | Tore    | Punkte |
| --- | ------------------------ | --- | -- | - | -- | ------- | ------ |
| 1.  | TV Niederhäslich         | 14  | 11 | 0 | 3  | 140:930 | 22:60  |
| 2.  | BWG Zeiß Ikon Dresden    | 14  | 10 | 0 | 4  | 094:790 | 20:80  |
| 3.  | Guts Muts Dresden        | 14  | 8  | 0 | 6  | 121:960 | 16:12  |
| 4.  | Dresdner SG 1893 (N)     | 14  | 7  | 0 | 7  | 088:990 | 14:14  |
| 5.  | Dresdner SC              | 14  | 6  | 0 | 8  | 071:800 | 12:16  |
| 6.  | TV Leubnitz-Neuostra (N) | 14  | 6  | 0 | 8  | 074:870 | 12:16  |
| 7.  | Sportfreunde Dresden (N) | 14  | 5  | 0 | 9  | 086:940 | 10:18  |
| 8.  | SC Freital 04 (N)        | 14  | 3  | 0 | 11 | 062:108 | 06:22  |

| Legende |                             |
|         | Qualifikation Gaufinale     |
|         | Absteiger in die 1. Klassen |
| (N)     | Aufsteiger                  |

#### Gaufinale 1940/41
| Datum         |                  | Ergebnis  | !Ort                                                              |
| ------------- | ---------------- | --------- | ----------------------------------------------------------------- |
| 6. April 1941 | TV Niederhäslich | 6:7 (4:3) | TSV 1867 Leipzig \|\|Dresden, Sportplatz an der Pfotenhauerstraße |

### 1941/42
Die Handball-Gaumeisterschaft Sachsen fand in dieser Saison in den vier regionalen Staffeln Chemnitz, Dresden, Leipzig und Westsachsen statt. Die vier Staffelsieger traten dann gegeneinander um die Gaumeisterschaft an.

#### Staffel Chemnitz 1941/42
Aus Chemnitz ist nur der Staffelsieger SG OrPo Chemnitz überliefert.

#### Staffel Leipzig 1941/42
Aus Leipzig ist nur der Staffelsieger LSV Wurzen überliefert.

#### Staffel Westsachsen 1941/42
Aus Westsachsen ist nur der Staffelsieger TV Fraureuth überliefert.

#### Staffel Dresden 1941/42
Folgende Abschlusstabelle ist überliefert:
| Pl. | Verein                           | Sp. | S  | U | N  | Tore    | Punkte |
| --- | -------------------------------- | --- | -- | - | -- | ------- | ------ |
| 1.  | BWG Zeiß Ikon Dresden            | 14  | 12 | 0 | 2  | 154:770 | 24:40  |
| 2.  | SS-Sportgemeinschaft Dresden (N) | 14  | 9  | 1 | 4  | 093:560 | 19:90  |
| 3.  | LSV Klotzsche (N)                | 14  | 8  | 0 | 6  | 097:133 | 16:12  |
| 4.  | Dresdner SC                      | 14  | 7  | 0 | 7  | 091:820 | 14:14  |
| 5.  | TV Leubnitz-Neuostra             | 14  | 6  | 1 | 7  | 091:940 | 13:15  |
| 6.  | TV Niederhäslich                 | 14  | 6  | 0 | 8  | 094:780 | 12:16  |
| 7.  | Dresdner SG 1893                 | 14  | 4  | 0 | 10 | 047:117 | 08:20  |
| 8.  | Guts Muts Dresden                | 14  | 2  | 2 | 10 | 080:110 | 06:22  |

| Legende |                             |
|         | Qualifikation Gaufinale     |
|         | Absteiger in die 1. Klassen |
| (N)     | Aufsteiger                  |

#### Gaufinale 1941/42
Halbfinale
| Datum         |              | Ergebnis   |                       |
| ------------- | ------------ | ---------- | --------------------- |
| 22. März 1942 | TV Fraureuth | 4:7 (2:3)  | BWG Zeiß Ikon Dresden |
| 1. April 1942 | LSV Wurzen   | 14:7 (8:4) | SG OrPo Chemnitz      |

Finale
| Datum          |                       | Ergebnis     |                       |
| -------------- | --------------------- | ------------ | --------------------- |
| 5. April 1942  | BWG Zeiß Ikon Dresden | 11:21 (8:14) | LSV Wurzen            |
| 12. April 1942 | LSV Wurzen            | 8:9 (4:4)    | BWG Zeiß Ikon Dresden |
| 19. April 1942 | BWG Zeiß Ikon Dresden | 7:8 (2:3)    | LSV Wurzen            |

### 1942/43
Die Handball-Gaumeisterschaft Sachsen fand in dieser Saison erneut in den vier regionalen Staffeln Chemnitz, Dresden, Leipzig und Westsachsen statt. Die vier Staffelsieger traten dann gegeneinander um die Gaumeisterschaft an.

#### Staffel Chemnitz 1942/43
Aus Chemnitz ist nur der Staffelsieger SG OrPo Chemnitz überliefert.

#### Staffel Leipzig 1942/43
Aus Leipzig ist nur der Staffelsieger SG OrPo Leipzig überliefert.

#### Staffel Westsachsen 1942/43
Aus Westsachsen ist nur der Staffelsieger Plauener TSV überliefert.

#### Staffel Dresden 1942/43
Folgende Abschlusstabelle ist überliefert:
| Pl. | Verein                           | Sp. | S | U | N | Tore    | Punkte |
| --- | -------------------------------- | --- | - | - | - | ------- | ------ |
| 1.  | SS-Sportgemeinschaft Dresden (N) | 10  | 9 | 1 | 0 | 127:740 | 19:10  |
| 2.  | TV Leubnitz-Neuostra             | 10  | 6 | 0 | 4 | 061:550 | 12:80  |
| 3.  | Dresdner Sportfreunde 01 (N)     | 10  | 5 | 1 | 4 | 078:830 | 11:90  |
| 4.  | BWG Zeiß Ikon Dresden            | 10  | 4 | 1 | 5 | 056:740 | 09:11  |
| 5.  | LSV Klotzsche                    | 10  | 3 | 1 | 6 | 042:720 | 07:13  |
| 6.  | Dresdner SC                      | 10  | 0 | 2 | 8 | 040:730 | 02:18  |

| Legende |                             |
|         | Qualifikation Gaufinale     |
|         | Absteiger in die 1. Klassen |
| (N)     | Aufsteiger                  |

#### Gaufinale 1942/43
Halbfinale
| Datum         |                  | Ergebnis    |               |
| ------------- | ---------------- | ----------- | ------------- |
| 14. März 1943 | SG OrPo Chemnitz | 2:19 (1:10) | SS-SG Dresden |
| 28. März 1943 | SG OrPo Leipzig  | 8:4 (2:1)   | Plauener TSV  |

Finale
| Datum          |                 | Ergebnis  |                 |
| -------------- | --------------- | --------- | --------------- |
| 4. April 1943  | SS-SG Dresden   | 8:6 (5:2) | SG OrPo Leipzig |
| 11. April 1943 | SG OrPo Leipzig | 6:4 (5:1) | SS-SG Dresden   |
| 18. April 1943 | SS-SG Dresden   | 9:7 (4:2) | SG OrPo Leipzig |

### 1943/44
Die Handball-Gaumeisterschaft Sachsen fand in dieser Saison in den Staffeln Dresden und Leipzig statt. Beide Staffelsieger traten dann um die Gaumeisterschaft gegeneinander an.

#### Staffel Leipzig 1943/44
Aus Leipzig ist nur der Staffelsieger LSV Oschatz überliefert.

#### Staffel Dresden 1943/44
Folgende Abschlusstabelle ist überliefert:
| Pl. | Verein                           | Sp. | S  | U | N  | Tore    | Punkte |
| --- | -------------------------------- | --- | -- | - | -- | ------- | ------ |
| 1.  | SS-Sportgemeinschaft Dresden (M) | 10  | 10 | 0 | 0  | 091:320 | 20:0   |
| 2.  | Heereskriegsschule Dresden (N)   | 10  | 7  | 0 | 3  | 096:630 | 14:60  |
| 3.  | TV Leubnitz-Neuostra             | 10  | 5  | 1 | 4  | 085:550 | 11:90  |
| 4.  | BWG Zeiß Ikon Dresden            | 10  | 5  | 0 | 5  | 051:670 | 10:10  |
| 5.  | Dresdner Sportfreunde 01         | 10  | 2  | 1 | 7  | 051:740 | 05:15  |
| 6.  | Reichsbahn-SG Dresden (N)        | 10  | 0  | 0 | 10 | 033:116 | 0:20   |

| Legende |                             |
|         | Qualifikation Gaufinale     |
|         | Absteiger in die 1. Klassen |
| (M)     | Titelverteidiger            |
| (N)     | Aufsteiger                  |

#### Gaufinale 1943/44
| Datum         |               | Ergebnis  |               |
| ------------- | ------------- | --------- | ------------- |
| 2. April 1944 | LSV Oschatz   | 9:7 (3:3) | SS-SG Dresden |
| 7. April 1944 | SS-SG Dresden | 4:4 (1:2) | LSV Oschatz   |

### 1944/45
Die Austragung der Gauliga 1944/45 wurde kriegsbedingt spätestens im Januar 1945 abgebrochen. An der Staffel Dresden nahmen folgende Vereine teil: SS-SG Dresden, Heereskriegsschule Dresden, Dresdner SC, TV Leubnitz-Neuostra, BWK Zeiß Ikon Dresden, TSV Uebigau.

## Frauen
Ähnlich wie bei den Männern erfolgte auch im Frauen-Feldhandball die Organisation des Spielbetriebs ab 1933 in den Gauligen. Abschlusstabellen aus den einzelnen Spielzeiten sind nicht überliefert.

### Frauen-Meister der Handball-Gauliga Sachsen 1934–1943
| Saison  | Meister Gauliga Sachsen (Frauen) | Abschneiden deutsche Meisterschaft | Deutscher Meister (Frauen)   |
| ------- | -------------------------------- | ---------------------------------- | ---------------------------- |
| 1933/34 | SV Fortuna Leipzig 02            | Halbfinale                         | Eimsbütteler TV              |
| 1934/35 | SV Fortuna Leipzig 02            | Halbfinale                         | Eimsbütteler TV              |
| 1935/36 | Polizei SV Dresden               | Zwischenrunde                      | SC Charlottenburg            |
| 1936/37 | Polizei SV Dresden               | Zwischenrunde                      | Eimsbütteler TV              |
| 1937/38 | Polizei SV Dresden               | Zwischenrunde                      | Turngemeinde in Berlin       |
| 1938/39 | SV Fortuna Leipzig 02            | Vorrunde                           | VfR Mannheim                 |
| 1939/40 | n. b.                            | keine deutsche Meisterschaft       | keine deutsche Meisterschaft |
| 1940/41 | n. b.                            | n. b.                              | VfR Mannheim                 |
| 1941/42 | SV Fortuna Leipzig 02            | Zwischenrunde                      | Stahl-Union 04 Düsseldorf    |
| 1942/43 | SV Fortuna Leipzig 02            | 2. Vorrunde                        | Eintracht Frankfurt          |

### Rekordmeister Frauen
Rekordmeister der Gauliga Pommern bei den Frauen ist der SV Fortuna Leipzig 02, der die Meisterschaft fünf Mal gewinnen konnte.
|  | Verein                | Titel | Jahr                         |
|  | --------------------- | ----- | ---------------------------- |
|  | SV Fortuna Leipzig 02 | 5     | 1934, 1935, 1939, 1942, 1943 |
|  | Polizei SV Dresden    | 3     | 1936, 1937, 1938             |